# سلام از تیم باکلی
سلام از تیم باکلی (به انگلیسی: Greetings from Tim Buckley) فیلمی محصول سال ۲۰۱۲ و به کارگردانی دانیل آلگرنت است. در این فیلم بازیگرانی همچون پن بدجلی، ایموجن پوتس، بن روزنفیلد، فرانک وود و نوربرت لئو بوتس ایفای نقش کرده‌اند.